# Adam Kaiser
Adam Kaiser (* 23. April 1900 in Hammelburg; † 10. Dezember 1987) war ein deutscher Kommunalpolitiker (CSU).

## Werdegang
Kaiser kam als achtes von zehn Kindern des Buchbinders Johann Kaiser und dessen Ehefrau Elisabeth zur Welt. Einer seiner Brüder war der spätere Bundesminister Jakob Kaiser (1888–1961). Er absolvierte die Prüfung zum Buchbindermeister und übernahm 1923 das elterliche Geschäft in Hammelburg. Ab 1920 war er Mitglied der Bayerischen Volkspartei. Nach der Machtübernahme der Nationalsozialisten war er von April bis Juni 1933 ernannter Ratsherr der BVP im Hammelburger NS-Stadtrat. Nach dem Verbot der BVP im Juni 1933 wurde Adam Kaiser seines Amtes enthoben und kurzzeitig in Haft genommen. Von 1939 bis 1945 leistete er Kriegsdienst, zuletzt als Oberzahlmeister. Wegen seiner Nähe zum Widerstand des 20. Juli 1944 saß er von Januar bis April 1945 im Zuchthaus Berlin-Moabit.
Nach Kriegsende war er Mitbegründer der CSU in Hammelburg. Im Januar 1946 wurde er zum Bürgermeister von Hammelburg gewählt (bis 1948) und im Juni 1948 vom Kreistag des Landkreises Hammelburg zum Landrat. Er blieb bis zu seiner Pensionierung 1970 im Amt.
Während seiner Amtszeit wurde die im Krieg zerstörte Thulbabrücke bei Hammelburg und die Saalebrücke bei Trimberg neu errichtet. Die Wohnungsbaugenossenschaft des Landkreises wurde gegründet und an der Westheimer Straße in Hammelburg entstand die Kreissiedlung. Die Landwirtschaftsschule und die Kreisberufsschule wurden ausgebaut.
Der Bayerische Verdienstorden war ihm am 14. Mai 1965 verliehen worden.